# Race War
Race War (dt. Rassenkrieg) ist eine ca. 2000 gegründete, in Deutschland verbotene Musikgruppe aus Schwäbisch Gmünd, die dem Rechtsrock zuzuordnen ist. Das offen neonazistische und rassistische Auftreten der Band führte zu Hausdurchsuchungen, Ermittlungsverfahren und einer Verurteilung wegen Bildung einer kriminellen Vereinigung. Race War ist damit nach der Gruppe "Landser" als zweite Neonazi-Band zur kriminellen Vereinigung erklärt worden.

## Geschichte
Die Band Race War (deutsch: „Rassenkrieg“) trat seit 2001 auf zahlreichen Konzerten in Deutschland und im benachbarten Ausland auf und wurde schnell zu den populärsten Vertretern ihres Genres in Süddeutschland. Die vier zu dem Zeitpunkt etwa 17 bis 21 Jahre alten Männer brachten teilweise musikalische Erfahrungen aus Metal-Bands mit.
Die Band bekennt sich in ihren Texten, Aussagen auf Konzerten und Veröffentlichungen offen zu Adolf Hitler und dem Dritten Reich. So sang der Frontmann der Band Max Hirsch bei einem Auftritt auf einem Blood-and-Honour-Festival in Belgien im Jahr 2004: „Wir sind Nazis und stolz darauf“ und skandierte zusammen mit dem Publikum mehrfach „Sieg Heil!“. In einem Interview kündigte er an, dass die Band für das „4. Reich kämpfen“ würde, und in einem Liedtext, dass „unsere Terror-Attacken die Welt verändern werden“. Andere Texte beinhalten eine Verherrlichung der SS, Jubel über den Anschlag auf das World Trade Center, Aufruf zum Krieg gegen Israel und Verherrlichung des in Deutschland verbotenen Neonazi-Netzwerks „Blood and Honour“. Das Cover ihrer 2002 bei dem US-amerikanischen Neonazi-Label „Micetrap“ veröffentlichten Debüt-CD „The white race will prevail“ zeigt eine Hakenkreuzfahne. Am 20. April 2003, dem Geburtstag Adolf Hitlers, erschien eine Sonderedition mit dessen Bild.

### Ermittlungs- und Strafverfahren
2002 wurde gegen die vier Gründungsmitglieder ein Ermittlungsverfahren aufgenommen. Ihnen wurde von der Staatsanwaltschaft Stuttgart die Bildung einer kriminellen Vereinigung und die gemeinschaftliche Begehung von Straftaten wie Volksverhetzung und Gewaltdarstellung, das Verbreiten von Propagandamitteln und Verwenden von Kennzeichen verfassungswidriger Organisationen, die öffentliche Aufforderung zu Straftaten, die Billigung von Straftaten und die Verunglimpfung des Staates und seiner Symbole sowie der Aufruf zum Krieg vorgeworfen. Die vier Angeschuldigten sollten eine Band gegründet und betrieben haben, deren Ziel es war, durch Musikdarbietungen die nationalsozialistische Ideologie zu verbreiten und zur Mitwirkung am Kampf gegen die verfassungsmäßige Ordnung der Bundesrepublik aufzurufen.
Die Ermittlungen gestalteten sich zunächst schwierig, da die Bandmitglieder fast ausschließlich vermummt mit Sturmhaube auftraten und bemüht waren, ihre Identität nicht zu erkennen zu geben. So lautete die Begründung der Staatsanwaltschaft für die verzögerten Ermittlungen: „Die Band-Mitglieder setzten alles daran, für Außenstehende unerkannt zu bleiben. Bilder von Auftritten und die Namensnennung von Mitgliedern versuchten sie zu vermeiden.“ In rechtsextremen Internetforen wurden der Bandname zensiert, um die Identifikation zu erschweren, konspirativ wurde die Band als „die Backstreet Boys aus dem Süden“ umschrieben.
Nachdem im Mai 2003 Hausdurchsuchungen bei allen vier mutmaßlichen Race-War-Mitgliedern durchgeführt wurden, stiegen zwei Bandmitglieder aus. Die beiden verbliebenen Mitglieder setzen das Projekt als Duo mit Gastmusikern fort. Damit ging auch die Zahl der Auftritte zurück.

### Gerichtsurteil
Im November 2006 wurden alle Bandmitglieder vor dem Landgericht Stuttgart zu Bewährungsstrafen zwischen 17 Monaten und einem Jahr und 11 Monaten verurteilt. Die höchste Strafe erhielt dabei der ehemalige Frontmann. Die vier Männer waren geständig gewesen. 2008 spielte Gerhard M. sein letztes Konzert in Italien und ist seitdem kein Mitglied der Band mehr. Die rechtsextremen Texte sind mittlerweile so formuliert, dass sie juristisch nicht mehr so leicht zu ahnden sind.

## Diskografie
- 2001: The White Race Will Prevail (Micetrap Records, in Deutschland indiziert)
- 2003: Live im Elsass (kein Label, in Deutschland indiziert)
- 2004: Kingdom of Hate (The Voice Records, in Deutschland indiziert)
- 2005: Stimme des Blutes (The Voice Records, in Deutschland indiziert)